# Лісабонська ратуша
Лісабонська ратуша — громадська будівля, що є резиденцією мерії Лісабона. Розташована на Міській площі (порт. Praça do Município). Теперішня будівля ратуші — друга за ліком будівля муніципалітету, палац, спроєктований у стилі неокласицизму.
Первісна ратуша була побудована за планами Евгеніо дос Сантоса під час реконструкції мікрорайону Байша після землетрусу 1755 року. 19 листопада 1863 року пожежа повністю зруйнувала будівлю.
На тому ж місці між 1865 і 1880 роками була побудована нова мерія за планами міського архітектора Домінгоса Паренте да Сілва. Пізніше ратушу добудовували за проєктом професора архітектури Лісабонської політехніки (Instituto Industrial de Lisboa) та за суміцтвом інженера міської ради Лісабона Фредеріко Рессано Гарсії. Рессано Гарсія спроєктував для неокласичного фасаду ратуші трикутний фронтон, тимпан якого оздоблений алегоричними фігурами та міським гербом роботи французького майстра Селестина Анатоля Кальмеля. Фронтон триповерхової споруди ратуші підтримують вісім колон, що змонтовані на центральному балконі на рівні другого поверху. Починаючи з 1930-х та 1940-х років, були зроблені архітектурні зміни, зокрема додавання плиткової підлоги, яка не була частиною початкового проєкту.
Нова пожежа 7 листопада 1996 року пошкодила верхні поверхи споруди та багато прикрашені стінописами стелі першого поверху. Архітектор Сільва Діас розробив план відновлення будівлі, щоб повернути будівлю до початкового плану Домінгоса Паренте да Сілви.

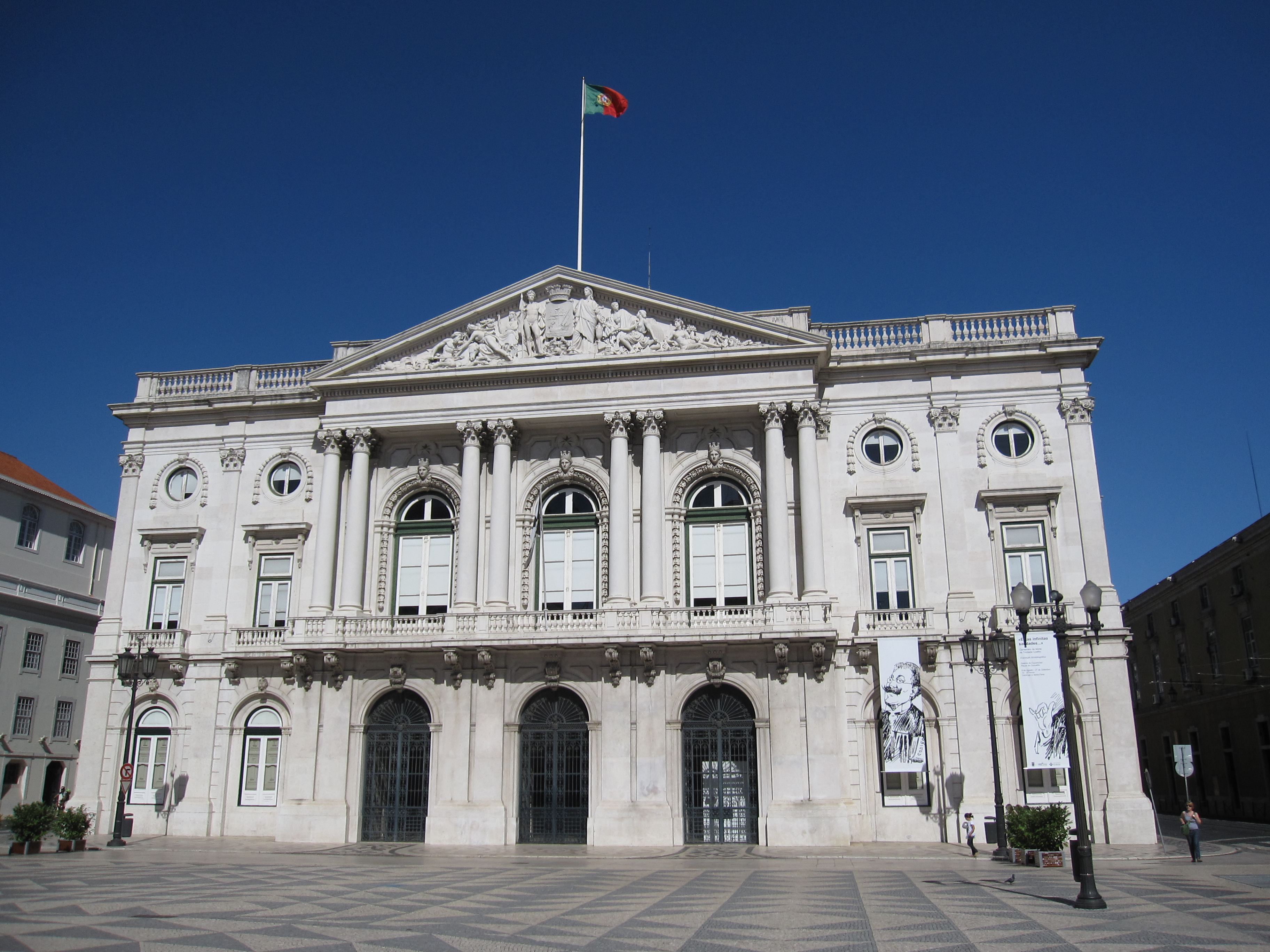
Лісабонська ратуша зблизька